# خانه شایگان
خانه شایگان مربوط به دوره قاجار است و در دزفول، محله قلعه، خیابان ساحلی، کوچه منصور واقع شده و این اثر در تاریخ ۱۷ اسفند ۱۳۸۱ با شمارهٔ ثبت ۷۵۶۴ به‌عنوان یکی از آثار ملی ایران به ثبت رسیده است.